# Nova Award
Der Nova Award war ein britischer Literaturpreis, der von 1973 bis 2015 für hervorragende Publikationen im Bereich der Science-Fiction-Fanzines verliehen wurde. Der Preis wurde bei der jährlich in Birmingham stattfindenden Novacon vergeben, der ältesten britischen regionalen Science-Fiction-Convention. Die Zuerkennung erfolgte anfangs durch eine Jury, später durch qualifizierte Teilnehmer der Novacon.
Ursprünglich wurde jährlich ein Preis für das beste Fanzine und dessen Herausgeber vergeben, ab 1981 wurden in zwei zusätzlichen Kategorien Preise für den besten Autor (Best Fan Writer) und den besten Künstler (Best Fan Artist) vergeben.
Preisträger waren:
1973 bis 1980
| Jahr | Best Fanzine     | hrsg. von     |
| ---- | ---------------- | ------------- |
| 1973 | Speculation #32  | Peter Weston  |
| 1974 | Zimri            | Lisa Conesa   |
| 1974 | Big Scab         | John Brosnan  |
| 1975 | Maya             | Rob Jackson   |
| 1976 | Maya             | Rob Jackson   |
| 1977 | Twll-Ddu         | Dave Langford |
| 1978 | Gross Encounters | Alan Dorey    |
| 1979 | Seamonsters      | Simone Walsh  |
| 1980 | One-Off          | Dave Bridges  |

1981 bis 2015
| Jahr | Best Fanzine              | hrsg. von                                                             | Best Author             | Best Artist            |
| ---- | ------------------------- | --------------------------------------------------------------------- | ----------------------- | ---------------------- |
| 1981 | Tappen                    | Malcolm Edwards                                                       | Chris Atkinson          | Pete Lyon              |
| 1982 | Epsilon                   | Rob Hansen                                                            | Chris Atkinson          | Rob Hansen             |
| 1983 | A Cool Head               | Dave Bridges                                                          | Dave Bridges            | Margaret Welbank       |
| 1984 | Xyster                    | Dave Wood                                                             | Anne Hammill            | Don West               |
| 1985 | Prevert                   | John Jarrold                                                          | Abi Frost               | Ros Calverly           |
| 1986 | mehrere Titel             | Owen Whiteoak                                                         | Owen Whiteoak           | Arthur "ATom" Thomson  |
| 1987 | Lip                       | Hazel Ashworth                                                        | Don West                | Don West               |
| 1988 | Lip                       | Hazel Ashworth                                                        | Mike Ashley             | Don West               |
| 1989 | VSOP                      | Jan Orys                                                              | Simon Polley            | Dave Mooring           |
| 1990 | FTT                       | Joseph Nicholas, Judith Hanna                                         | Dave Langford           | Dave Mooring           |
| 1991 | Saliromania               | Mike Ashley                                                           | Mike Ashley             | Don West               |
| 1992 | Bob?                      | Ian Sorensen                                                          | Mike Ashley             | Dave Mooring           |
| 1993 | Lagoon                    | Simon Ounsley                                                         | Simon Ounsley           | Dave Mooring           |
| 1994 | Rastus Johnson’s Cakewalk | Greg Pickersgill                                                      | Greg Pickersgill        | Don West               |
| 1995 | Attitude                  | Michael Abbott, John Dallman und Pam Wells                            | Simon Ounsley           | Don West               |
| 1996 | Banana Wings              | Claire Brialey und Mark Plummer                                       | Alison Freebairn        | Don West               |
| 1997 | Banana Wings              | Claire Brialey und Mark Plummer                                       | Mark Plummer            | Sue Mason              |
| 1998 | Banana Wings              | Claire Brialey und Mark Plummer                                       | Maureen Kincaid Speller | Don West               |
| 1999 | Barmaid                   | Yvonne Rowse                                                          | Yvonne Rowse            | Sue Mason              |
| 2000 | Plokta                    | Alison Scott, Steve Davies und Mike Scott                             | Yvonne Rowse            | Sue Mason              |
| 2001 | Head                      | Doug Bell und Christina Lake                                          | Alison Freebairn        | Dave Hicks             |
| 2002 | Plokta                    | Alison Scott, Steve Davies und Mike Scott                             | Claire Brialey          | Dave Hicks             |
| 2003 | Zoo Nation                | Pete Young                                                            | Claire Brialey          | Sue Mason              |
| 2004 | Zoo Nation                | Pete Young                                                            | Claire Brialey          | Sue Mason              |
| 2005 | Banana Wings              | Claire Brialey und Mark Plummer                                       | Claire Brialey          | Alison Scott           |
| 2006 | Banana Wings              | Claire Brialey und Mark Plummer                                       | Claire Brialey          | Sue Mason              |
| 2007 | Prolapse                  | Peter Weston                                                          | Mark Plummer            | Alison Scott           |
| 2008 | Prolapse                  | Peter Weston                                                          | Claire Brialey          | Alison Scott           |
| 2009 | Banana Wings              | Claire Brialey und Mark Plummer                                       | Claire Brialey          | Sue Mason              |
| 2010 | Journey Planet            | James Bacon, Claire Brialey, James Bacon, Chris Garcia und Pete Young | Mark Plummer            | Arthur "ATom" Thomson  |
| 2011 | Head                      | Doug Bell & Christina Lake                                            | Claire Brialey          | Dave Hicks             |
| 2012 | Banana Wings              | Claire Brialey und Mark Plummer                                       | Mark Plummer            | Sue Mason und Don West |
| 2013 | Banana Wings              | Claire Brialey und Mark Plummer                                       | Mike Meara              | Don West               |
| 2014 | Vibrator                  | Graham Charnock                                                       | Christina Lake          | Don West               |